# Ceivães
Ceivães ist ein Ort und eine ehemalige Gemeinde im Norden Portugals.

## Geschichte
Die Gemeinde gehörte lange zum Kreis Valadares. Mit der Verwaltungsreform 1855 wurde der Kreis Valadares aufgelöst, und Ceivães kam zum Kreis Monção. Mit der Verwaltungsreform 2013 verlor die Gemeinde Ceivães ihre Eigenständigkeit und wurde mit Badim zur neuen Gemeinde Ceivães e Badim zusammengeschlossen.

## Verwaltung
Ceivães war Sitz einer gleichnamigen (Freguesia) im Kreis (Concelho) von Monção, im Distrikt Viana do Castelo. Die Gemeinde hatte 487 Einwohner (Stand 30. Juni 2011).
Folgende Ortschaften bildeten die Gemeinde Ceivães:
| - Amorrrosa - Aspras - Boa Nova - Boucinha - Cabo - Pereiras - Cimo de Vila - Costa - Coto | - Cruzeiro - Devesas - Escampados - Fontaínhas - Lamelas - Moinho do Campo - Monjusão - Moucheira - Outeiro | - Pereiras - Ponte do Mouro - Quinta do Hospital - Santo Amaro - Sobreiro - Souto do Vale - Tejosas - Valinha |

Im Zuge der Gebietsreform in Portugal zum 29. September 2013 wurden die Gemeinden Ceivães und Badim zur neuen Gemeinde União das Freguesias de Ceivães e Badim zusammengeschlossen. Ceivães ist Sitz dieser neu gebildeten Gemeinde.